# ياسر عبد العزيز السيد
ياسر عبد العزيز السيد هو لاعب رياضي مصري بارالمبي، يتنافس بشكل أساسي في مسابقات رياضة رمي الرمح من الفئة F55-56.
شارك في دورة الألعاب البارالمبية الصيفية 2008 التي اقيمت في بكين، الصين. هناك فاز بالميدالية البرونزية في مسابقة رمي الرمح للرجال F55-56.

## روابط خارجية
- Yaser Abdelaziz Elsayed في اللجنة البارالمبية الدولية

1. ↑  "Yaser Abdelaziz Elsayed - Athletics | Paralympic Athlete Profile". International Paralympic Committee (بالإنجليزية). Archived from the original on 2023-11-16. Retrieved 2024-09-10.
2. ↑  "ياسر عبد العزيز يتوج ببرونزية ألعاب القوى البارالمبى ببطولة العالم في لندن". اليوم السابع. 15 يوليو 2017. مؤرشف من الأصل في 2017-11-17. اطلع عليه بتاريخ 2024-09-13.
3. ↑  "مصر و دورة الألعاب البارالمبية بريو دى جانيرو 2016". مؤرشف من الأصل في 2022-01-27.
4. ↑  "رئيس البارالمبية المصرية: سنبدأ بإعداد مشروع البطل لنسخة "لوس أنجلوس 2028"". مؤرشف من الأصل في 2024-09-13.
5. ↑  "استقبال لبعثة المنتخب  البارالمبي لألعاب القوى في المطار لحصولهم 11 ميدالية في الجائزة الكبرى". مؤرشف من الأصل في 2024-09-13.